# Bustier
Bustier (af fransk buste "overkrop") er et korsetliv traditionel brugt som lingeri. Bustier er en nyere udvikling af 1700-tallets snøreliv. Den er figurformet så den løfter brysterne og indsnører taljen.